# Hadendoa

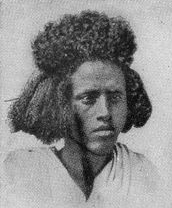
Ein Hadendoa (um 1912)

Die Hadendoa (Hadendowa), auch „Fuzzy Wuzzy“ sind eine Ethnie mit nomadisierender Lebensweise im Nordosten des Sudan, im Schutzgebiet Elba im Süden Ägyptens und im Norden Eritreas.
Die Hadendoa sind eine Untergruppe der Bedscha. Ihre Sprache ist der Hadendoa-Dialekt des Bedawi. Der Name Hadendoa (Haɖanɖiwa) soll von haɖa (Löwe) und (n)ɖiwa (Clan) stammen.
Die Hadendoa hatten im 19. Jahrhundert eine große Kavallerie und bewaffnete Infanterietruppen. Sie waren als kriegerisch bekannt. Viele von ihnen hatten eine gute militärische Ausbildung in der ägyptischen Armee genossen. Im Mahdi-Aufstand unterstützten sie den Mahdi. Der Sklavenhändler und Aufstandsführer Osman Digna war ein Hadendoa.
Von den britischen Soldaten zur Zeit des Mahdi-Aufstandes wurden die Hadendoa als „Fuzzi Wuzzi“ bezeichnet. Bis in die 1970er Jahre stand diese Bezeichnung auch im deutschen Sprachraum für einen kriegerischen Volksstamm im Gebiet Sudans. Die Hadendoa wurden vermutlich wegen ihrer auffallenden Haartracht so bezeichnet (Englisch fuzzy hier etwa „lockig, wuschelig“). Das Wort dürfte auf die langen, krausen und mit Butter frisierten Haare hinweisen, wobei nicht auszuschließen ist, dass ghazi, das arabische Wort für „Krieger“, ins englische fuzzy verballhornt wurde.
Im englischen Sprachraum wurden die Fuzzy Wuzzies durch Rudyard Kiplings Gedicht über den Mahdi-Aufstand bekannt. In einem populären britischen Kinderreim kommen sie heute noch vor. Auch in der britischen Sitcom Dad's Army erzählt eine der Hauptfiguren von seinen Abenteuern als Soldat unter „Soldat bei den Fuzzy Wuzzies“. Im Zweiten Weltkrieg nannten Australier die indigene Bevölkerung Papua-Neuguinea mit ähnlicher Frisur, die ihre Armee unterstützten, Fuzzy Wuzzy Angels.